# Andreas Feicht

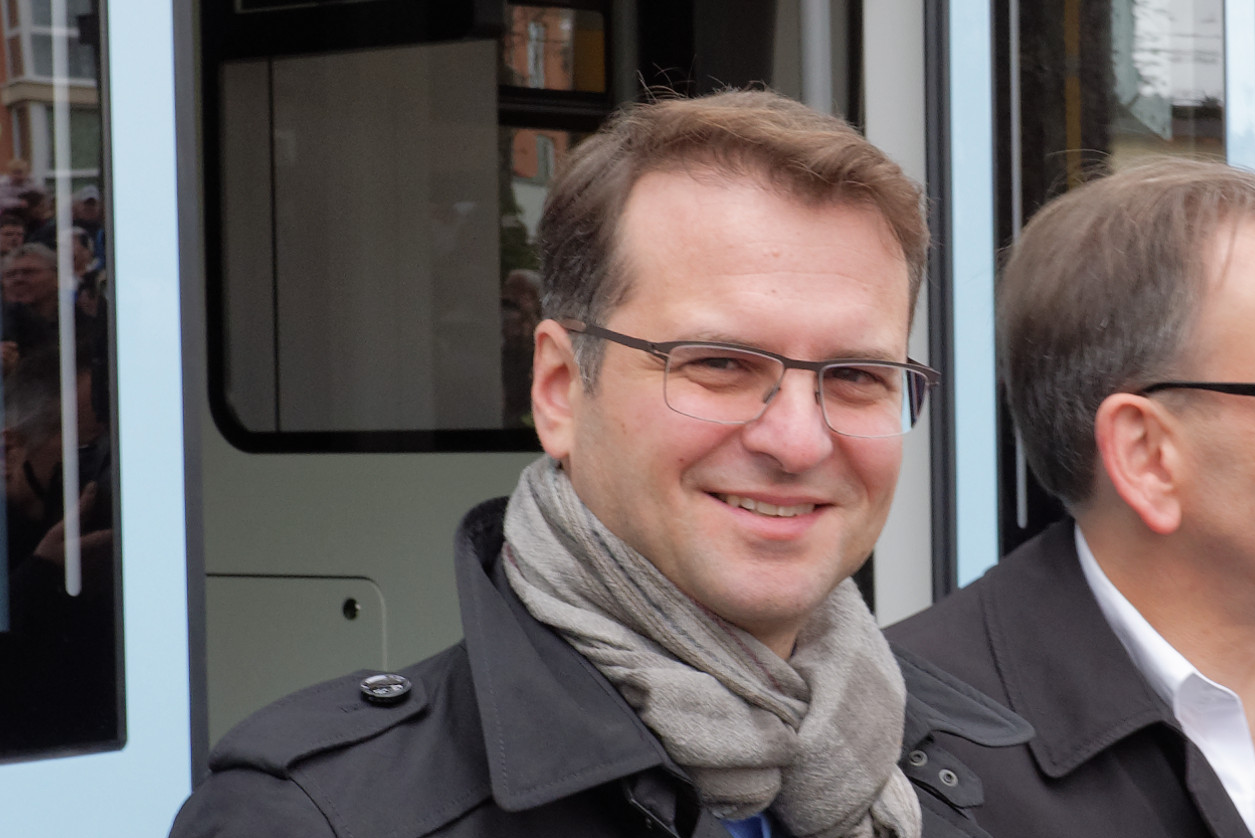
Andreas Feicht (2015)

Andreas Feicht (* 20. Februar 1971 in Bogen) ist ein deutscher Manager. Seit 1. August 2022 ist er Vorstandsvorsitzender der RheinEnergie AG.

## Leben und Beruf
Andreas Feicht begann in seiner berufliche Laufbahn 1993 als Betriebswirt zunächst bei der Dresdner Verkehrsbetriebe AG, dort wirkte er zuletzt als Leiter des Vorstandsbüros für Unternehmensentwicklung. Im Anschluss daran wirkte er bei den Technischen Werken Dresden, einer kommunalen Holdinggesellschaft für städtische Beteiligungen. Dort war er für die Konzernentwicklung verantwortlich. Berufsbegleitend hat Feicht Wirtschaftswissenschaften an der FernUniversität in Hagen studiert. Im August 2000 gründete Feicht in Berlin, zusammen mit den Eigentümern der Berliner Beratungsdienste, die BBD Verkehrsconsult GmbH und fungierte als geschäftsführender Gesellschafter des Unternehmens. Anschließend, ab Oktober 2005, war Feicht als Mitgeschäftsführer der BSL Management Consultants tätig und baute in Berlin deren Niederlassung auf.
Seit Anfang Januar 2007 war Andreas Feicht in der Unternehmensgruppe der Wuppertaler Stadtwerke Vorstandsvorsitzender der WSW Energie & Wasser AG und Vorsitzender der Geschäftsführungen der WSW Wuppertaler Stadtwerke GmbH sowie der WSW mobil GmbH.
Am 28. Februar 2013 wurde Feicht zum Vizepräsidenten Energiewirtschaft des Verbandes kommunaler Unternehmen e.V. (VKU) gewählt.
Am 9. Januar 2019 wurde bekannt, dass Bundesminister Peter Altmaier (CDU) Feicht zum Staatssekretär für Energie und Digitales im Bundesministerium für Wirtschaft und Energie zum 1. Februar 2019 berufen wird. Er übernahm die Aufgaben von Rainer Baake, der in der Vorgängerregierung für die Energiewende zuständig war, aber für das Amt nicht mehr zur Verfügung stand. Staatssekretär Ulrich Nußbaum hatte die beiden Bereiche zunächst zusätzlich übernommen. Im Dezember 2021 schied Feicht aufgrund der Bildung des Kabinetts Scholz aus dem Amt aus.
Feicht ist Mitglied der CDU.
Feicht wurde am 21. Dezember 2021 einstimmig als Vorstandsvorsitzender der RheinEnergie AG bestellt. Er übernahm zum 1. August 2022 die Nachfolge des Ende Juli 2022 aus Altersgründen ausscheidendenden Dieter Steinkamp als Vorstandsvorsitzender.

## Familie
Feicht ist verheiratet und hat eine Tochter.